# Пагаса

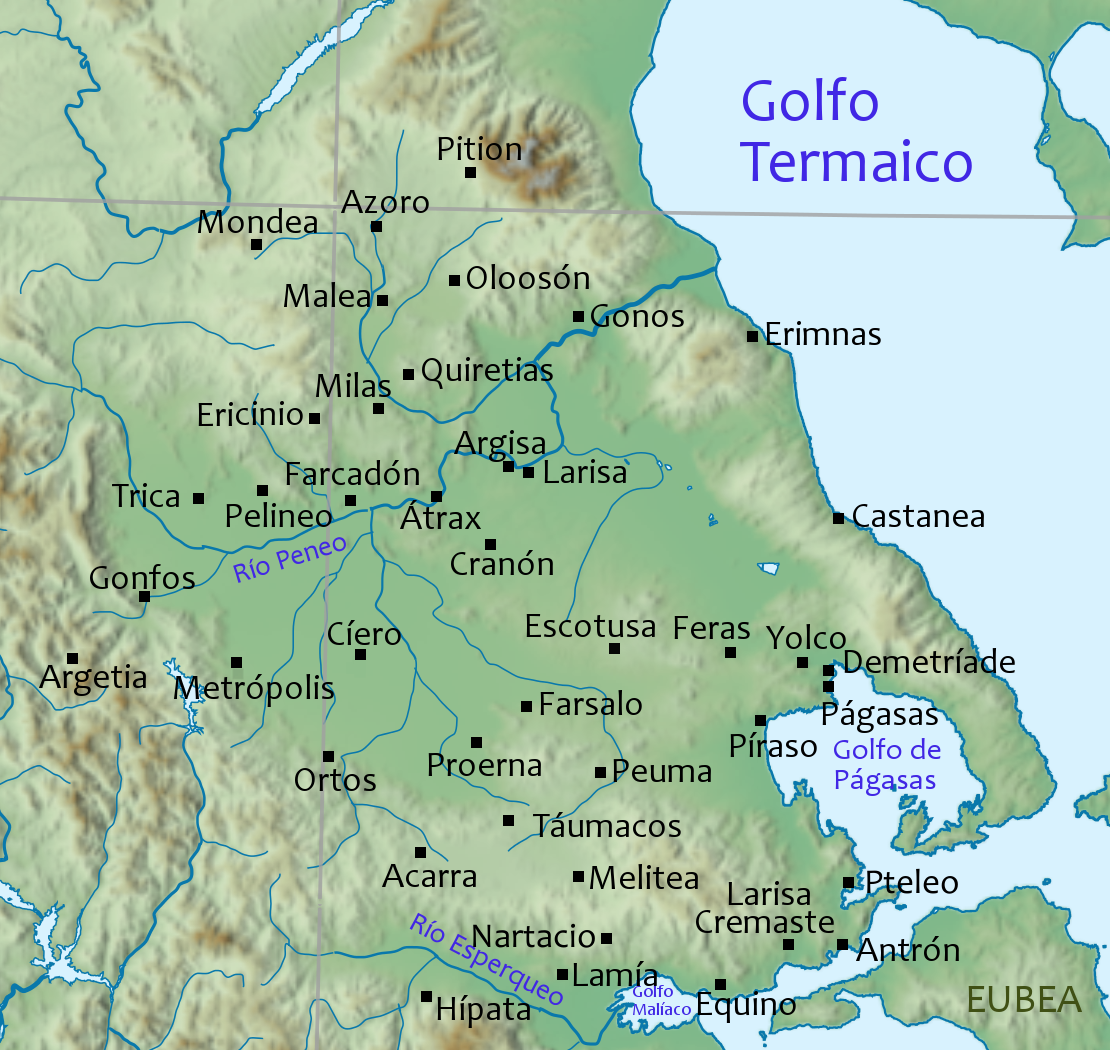
Пагаса на карті Фессалії

Пагаса (грец. Παγασές), Пагаси (дав.-гр. Πᾰγᾰσαί) — важливе давньогрецьке портове місто в області Пеласгиотиді (дав.-гр. Πελασγιώτιδα) у Фессалії. Руїни міста знаходяться поруч з руїнами Деметріади. Розквіт міста припав на V—IV століття до нашої ери. Служив гаванню для Фер. Єдиний використовуваний порт Фессалії. Розташовувався на узбережжі затоки Пагасетікоса. Місто був залучене у військові кампанії Філіппа II Македонського.
Згідно грецькій міфології саме тут був побудований корабель Арго і звідсіля вирушили у плавання аргонавти на чолі з Ясоном. Аполлоній Родоський яскраво описує цю подію у своїй «Аргонавтиці». Тому за переказами названий від дав.-гр. πήγνυμι «будувати кораблі». В поезії місто часто називалося «пагасеї».